# Csaba Horváth (kajakarz)
Csaba Horváth (ur. 7 czerwca 1971 w Budapeszcie), węgierski kajakarz, kanadyjkarz. Dwukrotny medalista olimpijski z Atlanty.
Pływał w dwójce i czwórce. W latach 90. Węgrzy zdominowali rywalizację kanadyjkarzy, a Horváth był członkiem większości odnoszących sukcesy osad - jedenastokrotnie zostawał mistrzem świata. W Atlancie wspólnie z György Kolonicsem zdobył dwa medale - złoto w wyścigu na 500 metrów oraz brąz na dwukrotnie dłuższym dystansie.